# Monestir de Čajniče
El Monestir de Čajniče o Monestir de la Dormició de la Mare de Déu és un monestir ortodox serbi de Čajniče, a la República Sèrbia. Hi ha dos esglésies cara a cara, la nova i l'antiga. L'església més antiga data del segle xv, i la nova fou construïda el 1857. L'església es coneix per la icona de la Mare de Déu. Aquest és l'únic exemple actual d'icones de Bòsnia de l'època pre-otomana, és la icona processional on apareixen la Mare de Déu i el Nen en una banda, i sant Joan Baptista a l'altra. Popularment coneguda amb el nom de l'indret, Čajniče, i considerada miraculosa, la icona prové de l'Església de la Dormició de Čajniče, un lloc tradicional de pelegrinatge. És obra d'un artista romà d'Orient de la primera meitat del segle xiv. Els historiadors creuen que aquesta icona es va pintar al voltant de 1329-1330.